# Dyrosaurus

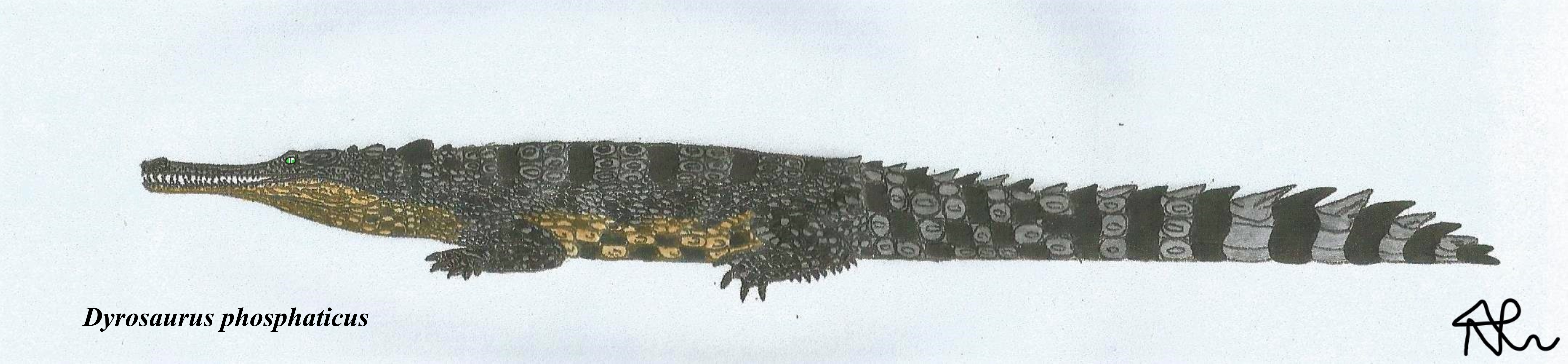
Реконструкція тварини

Dyrosaurus — рід вимерлих крокодиломорфів, які жили в ранньому еоцені. Назва Dyrosaurus походить від sauros (σαῦρος), що з грецької означає ящірка або рептилія, і Dyr, що означає Джебель-Дир (гора), поблизу місця виявлення типового виду.